# Тастіль
24°27′06″ пд. ш. 65°57′28″ зх. д. / 24.45167° пд. ш. 65.95778° зх. д.
Тастіль (ісп. Tastil) — місто-держава індіанського племені атакаменьйо. Є одним з найбільших міст доколумбової епохи на території сучасної Аргентини. Остаточно було підкорено інками на чолі із Уайна Капаком. У 1903 році відкрите шведським археологом Еріком Боманом. У 1967 році експедицією Національного університету Ла-Плати на чолі із Маріо Чікліано були проведені роботи з реконструкції Тастіля.
1997 року Тастіль було визнано урядом Аргентини національною історичною пам'яткою, а 2014 року руїни міста було включено до списку Світової спадщини ЮНЕСКО у складі системи Кхапак-Ньян

## Географія
Розташований на висоті 3200 м над рівнем моря, в департаменті Росаріо-де-Лерма провінції Сальта на півночі Аргентини. Неподалік розташовується село Санта-Роса-де-Тастіль, річка і ущелина Торо.

## Історія
Початкова історія держави Тастіль невідома. Вважається, що вона була утворена потужним індіанським племенем атакаменьйо. Відповідно до виявлених мумій володарів час перетворення Тастіля на місто-державу дослідники відносять до XIII ст. В часи розквіту — кінець XV — 1 пол. XVI ст — місто мало площу у 12 га і нараховувало 2000 мешканців, загалом в державі проживало близько 3 тис. осіб.
Держава Тастіль мала колонії-факторії біля підніжжя гір Невадо-де-Акай, Паньйо-і-Потреро, а також володіла більшою частиною долини Лерма. Перебувала в дружніх відносинах з державою Колья, а також племенами мапуче на території сучасного Чилі. Ймовірно Тастіль виконувала функцію посередницької торгівлі між андійськими державними утвореннями та поселеннями узбережжя Тихого океану. Ймовірно торговці Тастіля мали доступ до мідних копалень на землях сучасного Чилі.
Перебіг війни з імперією інків достеменно невідомий. Ймовірно за часи Тупак Юпанкі держава Тастіль зазнала поразки й визнала зверхність інків, а вже наступний Сапа Інка Уайна Капак ліквідував рештки автономії, виселив звідси корінне населення, заселивши колоністами, що розмовляли мовою кечуа. Тоді ж було зведено фортецю-пукара. На момент прибуття європейців до Америки місто вже було покинутим.

## Опис
На сьогодні виявлені близько 440 осель з кам'яних валунів без використання вапняного розчину, а також могильники, різні господарські приміщення, підвищені звивисті дороги, що ведуть до місць проведення громадських заходів, що сходяться на центральній площі, а також місця для помелу зерен кіноа та кукурудзи, загони для лам. На головній площі знаходився уанка (священний камінь), де проводилися релігійні ритуали.